# Adolphus
Adolphus ist ein männlicher Vorname und Familienname.

## Herkunft und Bedeutung
Adolphus ist eine latinisierte Variante des Namens Adolf.

## Bekannte Namensträger

### Vorname
- Adolphus Alsbrook (1912–1988), US-amerikanischer Musiker
- Adolphus Frederick, 1. Duke of Cambridge (1774–1850), 1. Duke of Cambridge, britischer Feldmarschall
- Adolphus Busch (1839–1913), deutsch-amerikanischer Brauereibesitzer
- Adolphus Cambridge, 1. Marquess of Cambridge (1868–1927), 1. Marquess of Cambridge, Mitglied der britischen Königsfamilie, letzte Herzog von Teck im Königre
- Adolphus Peter Elkin (1891–1979), australischer Geistlicher, Ethnologe, Anthropologe und Linguist
- Adolphus Greely (1844–1935), US-amerikanischer Polarforscher und Offizier
- Adolphus Warburton Moore (1841–1887), britischer Beamter und Bergsteiger

### Zweiter Vorname
- John Adolphus Bernard Dahlgren (1809–1870), US-amerikanischer Admiral
- Gustavus Adolphus Henry (1804–1880), US-amerikanischer Politiker
- Charles Adolphus Murray (1841–1907), 7. Earl of Dunmore, schottischer Adeliger

### Familienname
- John Adolphus (1768–1845), englischer Historiker
- John Leycester Adolphus (1795–1862), englischer Jurist und Autor; Sohn von John Adolphus
- Irving Milton Adolphus (1913–1988), US-amerikanischer Pianist und Komponist